# Rhizophysa chamissonis
Rhizophysa chamissonis är en nässeldjursart som beskrevs av Karl Wilhelm Eysenhardt 1821. Rhizophysa chamissonis ingår i släktet Rhizophysa och familjen Rhizophysidae. Inga underarter finns listade i Catalogue of Life.